# Kuniko Ozaki
Kuniko Ozaki (1956) è un giurista e giudice giapponese, è uno dei giudici della Corte penale internazionale, Divisione Giudicante.
Eletto dall'Assemblea degli Stati Parte nel Gruppo degli Stati asiatici, Lista B, il 20 gennaio 2010 per otto anni e due mesi.